# Błyszczący ekran

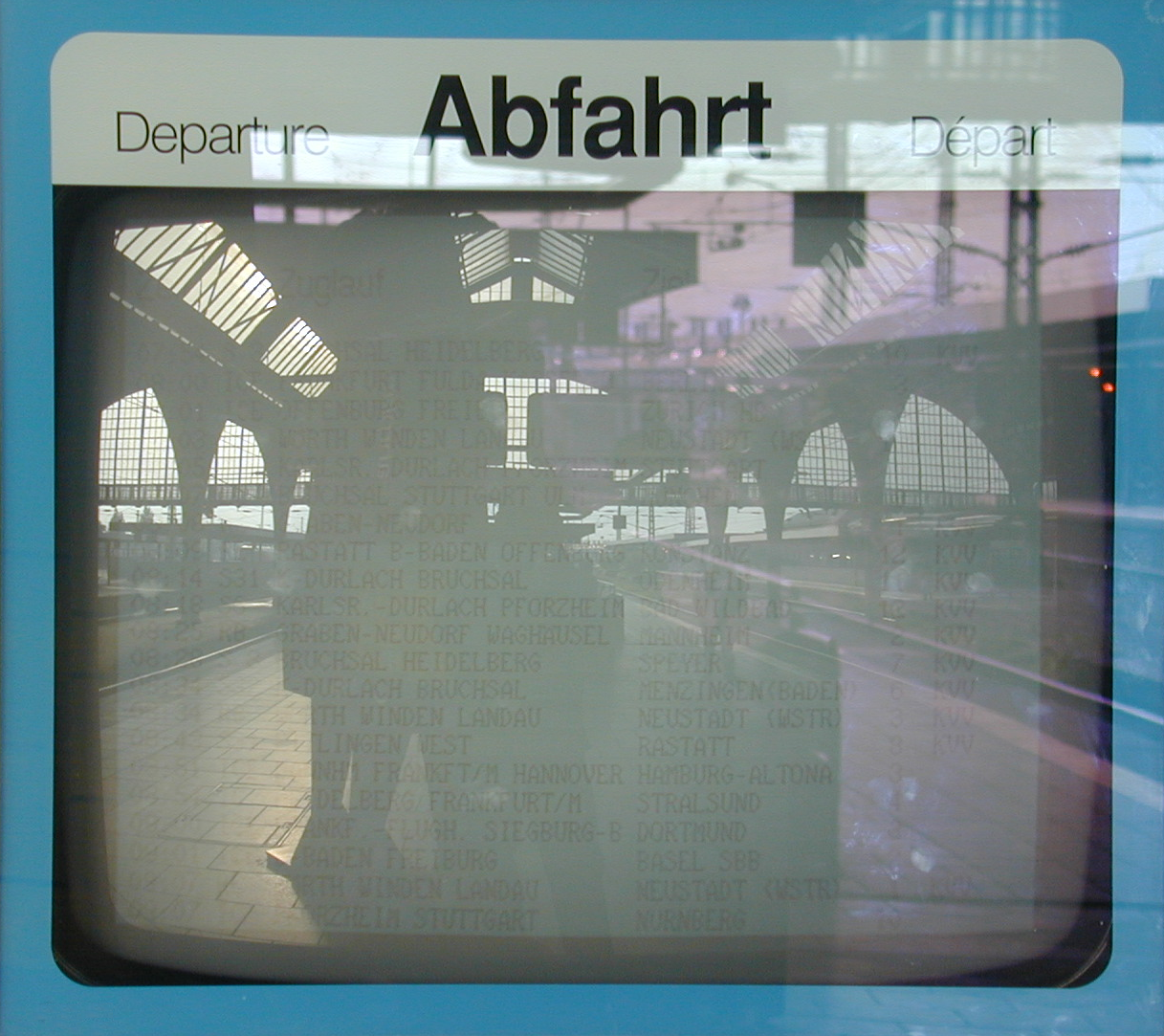
Rozkład jazdy pociągów na ekranie CRT z błyszczącą powłoką, zakryty przez odbicia zewnętrznych źródeł światła takich jak niebo i oświetlenie. Obraz widać (z bardzo słabym kontrastem) tylko w zaciemnionych częściach.

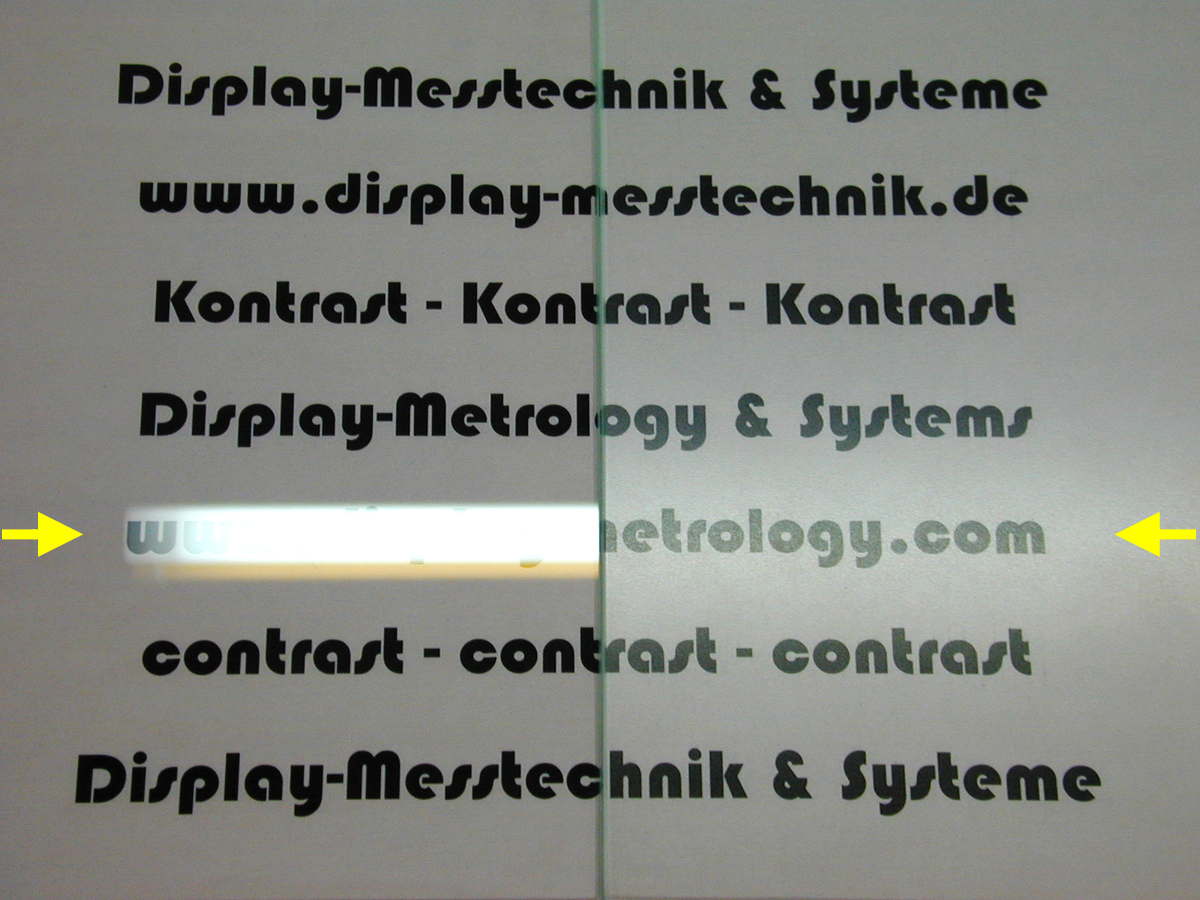
Żółte strzałki wskazują odbicie świetlówki w ekranie błyszczącym (po lewej), i w ekranie matowym (po prawej).

Błyszczący ekran – rodzaj wyświetlacza. W specjalnych warunkach (zupełna ciemność) pozwala na uzyskanie lepszej jakości kolorów i kontrastu niż ekrany matowe. Główną wadą są niepożądane odbicia zewnętrznych źródeł światła. Aktualnie większość sprzedawanych monitorów komputerowych ma błyszczącą powłokę.